# اتجاه (هندسة رياضية)

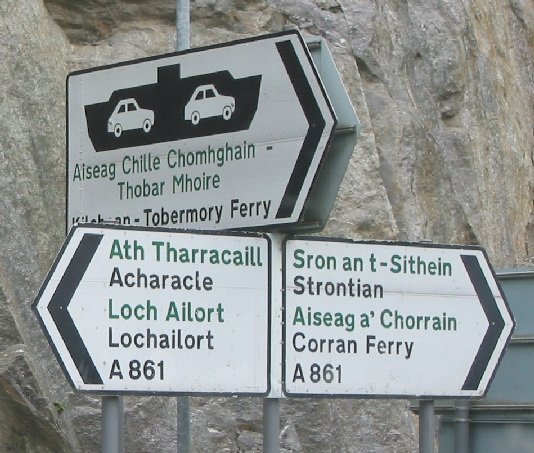

الاتجاه هو المعلومات عن الموقع النسبي لنقطة بالنسبة لنقطة أخرى بدون تعريف المسافة بينهما. قد يكون الاتجاه أمراً نسبياً بالنسبة لمرجع معين (مثلاً يكون موقع السائق في مقدمة السيارة) أو مطلقاً بالنسبة إلى إطار مرجعي كبير عادة ما يكون الكرة الأرضية (القاهرة تقع إلى جهة الغرب من دمشق). عادة يتم الإشارة إلى الاتجاه في الحياة اليومية باستخدام أصبع السبابة أو برسم سهم.

## الاتجاه في الهندسة الوصفية
اتجاه خط مستقيم a، تُحسب كزاوية يشكلها a بنسبة لنظام ثلاثي الأبعاد (xyz)
على عكس المعتاد معنى مصطلح اتجاه ليس مرادف لمعنى متجهة. مثلا المتجهين يمين ويسار يشيران إلى اتجاه واحد، وبالمثل المتجهين أعلى وأسفل أو أمام وخلف.
حزم من الخطوط المتوازية يكون لها نفس الاتجاه. والتي في الفضاء الإسقاطي تلتقي في نقطة اللانهاية، لتي تشير إلى اتجاه ذلك الحزم.